# Transcendent Wisdom (könyv)
A Transcendent Wisdom (magyarul: Transzcendentális bölcsesség) a 14. dalai láma, Tendzin Gyaco könyve, a tibeti buddhizmus legfőbb témáinak precíz, műszaki pontosságú magyarázata és a buddhista irodalom egyik kulcsfontosságú műve, amelyet a magas rangú láma szóbeli elbeszélése után jegyeztek le 1979. nyarán a svájci Rikon településen. A könyvben a dalai láma Santidéva tanításai közül olyan fontos témákat magyaráz el saját tapasztalatain keresztül, mint az üresség (súnjata), az állandótlanság és az éntelenség (anatta), miszerint a dolgoknak nincsen mástól független, önálló létezése. A Sántidéva által írt Útmutató a Bódhiszattva életmódhoz című műve a bölcsességről szóló fejezetet leszámítva szinte hétköznapi nyelven íródott költemény az erkölcsi magaviseletről és a különböző gyakorlatokról. Ezzel szemben a bölcsességről szóló fejezet egy logikai, dialektikus bizonyítás az önvaló és a valóság kortárs elméleteivel kapcsolatban. Nyugati szemmel nézve a könyv filozofikus, vallásos színezettel, amely szintén alkalmaz empirikus eszközöket a végkövetkeztetéseiben.

## Tartalma
A mahájána hagyomány egyik legfontosabb művének számít az indiai tudós, Sántidéva által írt Útmutató a Bódhiszattva életmódhoz. A transzcendentális bölcsességről szóló kilencedik fejezetet a buddhista tudósok a madhjamaka filozófia kihívásokat jelentő kifejtésének tekintik, amelynek megértése szövegmagyarázatok nélkül nehézkes.
A könyvben szerepel az eredeti szanszkrit írás angol fordítása, amelyet a dalai láma 1979-es svájci tartózkodása idején tibeti nyelven elbeszélt szövegmagyarázatainak fordítása követ. A szövegmagyarázat egy előadás keretein belül hangzott el, amit a dalai láma mintegy ezer tibeti és néhány nyugati hallgató előtt tartott. A speciális háttértudást igénylő téma miatt következtetni lehet, hogy a hallgatósága alapos buddhista filozófiai ismerettel rendelkezett.